# Luigi Gatteschi
Luigi Gatteschi (Pelago, 15 luglio 1923 – Torino, 11 aprile 2007) è stato un matematico italiano noto, in campo internazionale, per i suoi studi nel campo dell'analisi numerica e della teoria dell'approssimazione.

## Biografia
Luigi Gatteschi, iniziò la sua attività scientifica all'Università di Firenze, dove si laureò in Scienze Matematiche nel 1945 ed acquisì una solida formazione di analisi matematica classica. Le questioni di Teoria dei numeri, inizialmente affrontate, fecero crescere in Gatteschi l'interesse allo studio di funzioni indispensabili per il trattamento di problemi della matematica applicata. I primi risultati conseguiti a Firenze sull'argomento riguardarono la valutazione asintotica degli zeri dei polinomi sferici, ultrasferici e di funzioni di Bessel.
Una borsa di studio Fulbright consentì a Gatteschi nel 1951 un soggiorno alla Stanford University, dove incontrò esperti di funzioni speciali ed in particolare di metodi asintotici per il loro trattamento. Dopo aver trascorso quattro anni all'Università di Bari ed avere nel frattempo conseguito (primo in Italia) nel 1955 la libera docenza in Calcoli Numerici e Grafici, si trasferì nel 1956 a Torino su invito di Francesco Giacomo Tricomi. È sotto l'influenza di Tricomi, eminente cultore di funzioni speciali, che Gatteschi acquisì quella consapevolezza del ruolo costruttivo ed algoritmico della Matematica che lo condurrà poi a fare una Matematica al tempo stesso rigorosa ed applicabile.
La sua attività scientifica è stata principalmente rivolta a problemi di Analisi numerica e di Teoria dell'approssimazione. Particolare attenzione hanno avuto le ricerche sui metodi asintotici per il trattamento delle funzioni speciali, sulle quadrature numeriche e sugli algoritmi iterativi. L'analisi utilizzata ed i metodi usati nell'affrontare e nel condurre le varie ricerche hanno sempre avuto come obbiettivo principale l'esplicita valutazione dell'errore commesso nelle approssimazioni ottenute.
L'importanza dei risultati conseguiti dal Gatteschi è stata ampiamente riconosciuta in ambito internazionale. Tali risultati sono riportati con lusinghieri apprezzamenti in monografie inglesi e russe.
Ulteriori riconoscimenti dell'attività scientifica di Gatteschi si trovano nei lavori presentati in convegni specialistici a lui dedicati, ed in particolare ad una conferenza internazionale ed a delle giornate di studio, organizzate rispettivamente a Torino ed a Roma, in occasione del suo 70º ed 80º compleanno.
Dopo il suo decesso gli è stato dedicato un volume alla memoria con lavori di tutti i maggiori studiosi mondiali nei suoi campi d'interesse dal titolo “Numerical Algorithms – A collection of essays in memory of Luigi Gatteschi” - Editor in chief: Claude Brezinski - Guest Editors Giampietro Allasia, Claude Brezinski and Michela Redivo-Zaglia – Springer 2008.

## Cariche e onorificenze
Direttore dell'Istituto di Calcoli Numerici dell'Università di Torino dal 1967 al 1987.
Direttore del Gruppo Nazionale di Informatica Matematica del Consiglio Nazionale delle Ricerche dalla sua istituzione (1975) fino a quando è entrato a far parte per elezione (1978) del Comitato per la Matematica del Consiglio Nazionale delle Ricerche. Rieletto nel 1982, vi è rimasto fino al 1986.
È stato componente di Consigli scientifici di varie riviste internazionali.
Gli è stato intitolato, alla memoria, il Trofeo Gatteschi premio alla squadra prima classificata nella fase provinciale, torinese, di qualificazione alla gara nazionale delle Olimpiadi internazionali della matematica.